# Mój czas (album Rafała Brzozowskiego)
Mój czas – drugi album studyjny polskiego wokalisty Rafała Brzozowskiego. Wydawnictwo ukazało się 30 września 2014 roku nakładem wytwórni muzycznej Universal Music Polska.
Nagrania dotarły do 30. miejsca polskiej listy przebojów – OLiS. 23 marca 2016 roku płyta uzyskała w Polsce status złotej znalazłszy 15 tys. nabywców.

## Lista utworów
Opracowano na podstawie materiału źródłowego.
| Nr  | Tytuł utworu                                      | Słowa                                                                  | Muzyka                                            | Długość |
| --- | ------------------------------------------------- | ---------------------------------------------------------------------- | ------------------------------------------------- | ------- |
| 1.  | „Jeden tydzień”                                   | Karolina Styczeń                                                       | Krzysztof Pszona, Sabina Jeszka                   | 3:12    |
| 2.  | „Linia czasu”                                     | Marek Kościkiewicz                                                     | Wojciech Wójcicki                                 | 3:11    |
| 3.  | „Kto”                                             | Kasia Popowska                                                         | Marcin Kindla, Rafał Brzozowski                   | 3:04    |
| 4.  | „Magiczne słowa”                                  | Jerzy Durał                                                            | Jerzy Durał                                       | 2:51    |
| 5.  | „To się miało stać”                               | Mieszko Sibilski                                                       | Przemysław Puk                                    | 3:28    |
| 6.  | „Wybacz mi”                                       | Ali Zuckowski, Andreas Moe, Gordon Groothedde, (przekład: Magda Femme) | Ali Zuckowski, Andreas Moe, Gordon Groothedde     | 3:40    |
| 7.  | „Jak ogień”                                       | Filip Sojka, Rafał Brzozowski                                          | Filip Sojka, Johan Waem, Rafał Brzozowski         | 3:21    |
| 8.  | „Przed nami wszystko”                             | Ryszard Kunce                                                          | Mateusz Mijał, Przemysław Puk                     | 3:25    |
| 9.  | „Wymyśliłem nas”                                  | Wojciech Łuszczykiewicz                                                | Rafał Brzozowski                                  | 2:45    |
| 10. | „Świat jest nasz” (Coca-Cola 2014 World’s Anthem) | Konrad Dałek, Rock Mafia                                               | Andy Bloch, Edward Dune, Joey Altruda, Rock Mafia | 2:35    |
|     |                                                   |                                                                        |                                                   | 31:32   |

| Reedycja | Reedycja                                          | Reedycja                                                               | Reedycja                                          | Reedycja |
| Nr       | Tytuł utworu                                      | Słowa                                                                  | Muzyka                                            | Długość  |
| -------- | ------------------------------------------------- | ---------------------------------------------------------------------- | ------------------------------------------------- | -------- |
| 1.       | „Jeden tydzień”                                   | Karolina Styczeń                                                       | Krzysztof Pszona, Sabina Jeszka                   | 3:12     |
| 2.       | „Linia czasu”                                     | Marek Kościkiewicz                                                     | Wojciech Wójcicki                                 | 3:11     |
| 3.       | „Kto”                                             | Kasia Popowska                                                         | Marcin Kindla, Rafał Brzozowski                   | 3:04     |
| 4.       | „Magiczne słowa”                                  | Jerzy Durał                                                            | Jerzy Durał                                       | 2:51     |
| 5.       | „To się miało stać”                               | Mieszko Sibilski                                                       | Przemysław Puk                                    | 3:28     |
| 6.       | „Wybacz mi”                                       | Ali Zuckowski, Andreas Moe, Gordon Groothedde, (przekład: Magda Femme) | Ali Zuckowski, Andreas Moe, Gordon Groothedde     | 3:40     |
| 7.       | „Jak ogień”                                       | Filip Sojka, Rafał Brzozowski                                          | Filip Sojka, Johan Waem, Rafał Brzozowski         | 3:21     |
| 8.       | „Przed nami wszystko”                             | Ryszard Kunce                                                          | Mateusz Mijał, Przemysław Puk                     | 3:25     |
| 9.       | „Wymyśliłem nas”                                  | Wojciech Łuszczykiewicz                                                | Rafał Brzozowski                                  | 2:45     |
| 10.      | „Świat jest nasz” (Coca-Cola 2014 World’s Anthem) | Konrad Dałek, Rock Mafia                                               | Andy Bloch, Edward Dune, Joey Altruda, Rock Mafia | 2:35     |
| 11.      | „Za wcześnie”                                     | Jan Brzechwa, Karolina Styczeń                                         | Krzysztof Pszona, Sabina Jeszka                   | 3:08     |
| 12.      | „Świąteczny czas”                                 | Rafał Brzozowski                                                       | Przemek Puk, Rafał Brzozowski                     | 3:41     |
|          |                                                   |                                                                        |                                                   | 38:21    |